# Prinia cinereocapilla
La prinia coronigrís (Prinia cinereocapilla) es una especie de ave paseriforme de la familia  Cisticolidae propia del subcontinente indio, en Asia.

## Distribución y hábitat
Se la encuentra en Bután, India, Nepal y Pakistán.
Sus hábitats naturales son los bosques secos subtropicales o tropicales, zonas arbustivas húmedas subtropicales o tropicales, pastizales bajos secos subtropicales o tropicales, pastizales bajos inundables subtropicales o tropicales, y tierra de sembradío.
Se encuentra amenazada por pérdida de hábitat.